# Christian Vater (Orgelbauer)
Christian Vater (* 10. Oktober 1679 in Hannover; † 25. Januar 1756) war ein deutscher Orgelbauer. Er arbeitete 1697 bis 1702 in der Werkstatt von Arp Schnitger, hat insgesamt 36 Orgeln gebaut und war auch zeitweise als Organist tätig. Vater war hannoverscher Hof-Orgelbaumeister und hatte seine eigene Werkstatt in Hannover.

## Leben und Werk
Christian Vater wurde am 11. Oktober 1679 in Hannover getauft. Sein Bruder war der Cembalobauer Antoine Vater. Er ging nach einer kurzen Lehre bei seinem Vater Martin und einer Ausbildung zum Organisten zu Arp Schnitger nach Hamburg. Dort blieb er etwas mehr als fünf Jahre. 1702 machte er sich selbstständig. Im Frühjahr 1703 lieferte er seine erste Orgel nach Langenhagen bei Hannover. Am 22. Januar 1709 heiratete er Sophia Margaretha Coberg, Tochter des 1708 verstorbenen Hoforganisten Johann Anton Coberg in Hannover. Noch im selben Jahr wurde er Organist der Neustädter Hof- und Stadtkirche St. Johannis zu Hannover und damit Nachfolger seines Schwiegervaters im Organistenamt.
Die Stellung als Hoforganist verschaffte ihm gute Kontakte, so dass er bald ein berühmter Orgelbauer war. So erklären sich auch die Verbindungen nach Darmstadt (Schlosskirche) und Amsterdam (Oude Kerk). Sein Hauptarbeitsfeld lag im Kurfürstentum Hannover, im Hochstift Osnabrück und im Oldenburger Land. Anlässlich einer Bewerbung in Hohnstedt bei Northeim hebt Vater hervor, dass er um 1716/17 bereits „33 Orgeln teils neu gebaut, teils renoviert hat.“ In Bockhorn, Wiefelstede und Gifhorn sind Orgeln gut erhalten. Mindestens in Einbeck, Moringen und Celle wurden Pfeifen von Carl Giesecke und Ernst Wilhelm Meyer übernommen.
Vaters Dispositionen und Gehäuse lehnen sich eng an den Stil Arp Schnitgers an. Seine Werke zeichnen sich durch eine gut durchdachte und ausgereifte Bauweise aus und haben eine große Ähnlichkeit miteinander. Sie sind von so guter Qualität, dass beispielsweise der Orgelbauer Krämershoff 1803 in einem Gutachten für die Orgel in Bockhorn feststellen konnte, dass alles „noch so ziemlich in gutem brauchbaren Stande“ war, obwohl die Orgel bis dahin nicht wesentlich überholt worden war. Sie sei „eine der besten im Land.“
Wie zu der Zeit für Orgelbauer üblich, baute Vater auch besaitete Tasteninstrumente. Gut erhalten ist ein einmanualiges Cembalo, das im Jahr 1738 in Hannover entstand. Heute steht das Instrument im Germanischen Nationalmuseum (Inv.-Nr. MI 449). Es verfügt über zwei Register in Acht-Fuß-Lage und wird im modernen Cembalobau häufig nachgebaut.

## Nachkommen und Archivalien
Ein Sohn von Christian Vater war der Orgelbauer Christian Vater der Jüngere, der Schwiegervater des Orgelbauers Wilhelm Heinrich Bethmann. Zu diesen sowie zu Christian Bethmann und zwei weiteren Orgelbauern des 18. und 19. Jahrhunderts in Hannover finden sich Archivalien beispielsweise im Stadtarchiv Hannover.

## Werkliste (Auswahl)
Die Größe der Instrumente wird in der fünften Spalte durch die Anzahl der Manuale und die Anzahl der klingenden Register in der sechsten Spalte angezeigt. Ein großes „P“ steht für ein selbstständiges Pedal, ein kleines „p“ für ein angehängtes Pedal. Eine Kursivierung zeigt an, dass die betreffende Orgel nicht mehr oder nur noch der Prospekt erhalten ist.
| Jahr      | Ort                  | Kirche                       | Bild | Manuale | Register   | Bemerkungen |
| --------- | -------------------- | ---------------------------- | ---- | ------- | ---------- | --- |
| 1703      | Langenhagen          |                              |      | I/P     | 10         | |
| 1705      | Kloster Marienwerder | Klosterkirche                |      | II/P    | 17         | |
| 1707      | Wathlingen           | Marienkirche                 |      | I/P     |            | Prospekt erhalten |
| 1709–1710 | Osnabrück            | St. Marien                   |      | II/P    | 19         | Neubau unter Einbeziehung älterer Register und Teile; 1797 durch Jacob Courtain ersetzt |
| 1710–1711 | Wildeshausen         | Alexanderkirche              |      | II/P    | 18         | Neubau; 1719 durch Vater um Krummhorn 8′ erweitert; Prospekt und einige Register in Fedderwarden, St. Stephanus erhalten |
| 1711      | Darmstadt            | Schlosskirche                |      | II/p    | etwa 12–14 | 1716 führt Vater eine Reparatur durch; nicht erhalten |
| 1714      | Berne                | St. Aegidius                 |      | II/P    | 25         | Reparatur oder Umbau der Orgel nach Plänen von Arp Schnitger, vermutlich neues Gehäuse; teilweise erhalten |
| 1716–1717 | Bad Zwischenahn      | St.-Johannes-Kirche          |      | I/P     | 14         | 1831 durch Gerhard Janssen Schmid ersetzt |
| 1717      | Dötlingen            | St. Firminus                 |      | II/p    | 12         | 1892 durch Johann Martin Schmid ersetzt |
| 1718      | Hannover             | St. Clemens                  |      | II/P    | 20         | Werk 1903 ersetzt; Prospekt 1944 zerstört |
| 1719      | Edewecht             | St.-Nikolai-Kirche           |      | II/p    | 10         | 1861 durch Johann Claussen Schmid ersetzt |
| 1721      | Elsfleth             | St.-Nicolai-Kirche           |      | II/P    | 20         | 1836 durch Gerhard Janssen Schmid ersetzt |
| 1721      | Brunkensen           | St. Martin                   |      | I       |            | Teilrekonstruktion durch Martin Haspelmath (1978) hinter erhaltenem Prospekt |
| 1722      | Holle                | St. Dionysius                |      | II/p    | 12         | 1945 vernichtet |
| 1722      | Bockhorn             | St.-Cosmas-und-Damian-Kirche |      | II/P    | 19         | Elf Register erhalten, acht rekonstruiert |
| 1722–1724 | Melle                | St. Petri                    |      | II/P    | 27         | Heute III/P/37; Gehäuse und 8–9 Register ganz oder teilweise erhalten → Orgel |
| 1723–1724 | Ilten                | Kirche Ilten                 |      | II/P    | 14         | Neubau unter Einbeziehung von Teilen der Vorgängerorgel von Jonas Weigel (1652); erhalten |
| 1724–1726 | Amsterdam            | Oude Kerk                    |      | III/P   | 43         | Einige Register erhalten |
| 1727      | Amsterdam            | Westerkerk                   |      | III/P   | 42         | Erweiterung um ein Oberwerk |
| 1729–1731 | Wiefelstede          | St. Johannes                 |      | II/P    | 18         | Prospekt, Traktur, 2 Bälge und mehr als 8 Register erhalten. Instrument zu zwei Dritteln original. 2011–2014 Restaurierung durch Henk van Eeken aus den Niederlanden                                                               |
| 1729–1731 | Stadthagen           | St.-Martini-Kirche           |      | II/P    | 32         | Prospekt erhalten |
| 1732      | Einbeck              | Sankt Alexandri              |      | II/P    | 33         | mehrfach umgebaut; 2008 Neubau durch Martin Hillebrand |
| 1730–1733 | Hannover             | Marktkirche                  |      | III/P   |            | Erweiterung der Orgel von Henning Henke/Severin Krosche/Andreas de Mare (1589–1594) und Adolph Compenius (1630); einige Register Vaters wurden 1855/56 beim Orgelneubau von Eduard Meyer übernommen; im Zweiten Weltkrieg zerstört |
| 1734      | Schwei               | St. Sekundus                 |      | II/p    | 14         | 1869 durch Johann Claussen Schmid ersetzt |
| 1737      | Ostercappeln         | St. Lambertus                |      |         |            | Drei Register erhalten, die in den Neubau von Alfred Führer (1994; II/P/31) integriert wurden |
| 1737–1738 | Steyerberg           | St.-Katharinen-Kirche        |      | II      | 8          | Prospekt mit Principal 4′ erhalten |
| 1743      | Moringen             | Liebfrauenkirche             |      |         |            | 1850 ersetzt durch Carl Giesecke (1850; II/P/20), der für seinen Neubau etwa zur Hälfte Pfeifenmaterial von Vater übernommen hat; einige Register erhalten                                                                         |
| 1744      | Celle                | Reformierte Kirche           |      | I       | 8          | 1849 ersetzt durch Eduard Meyer, der für seinen Neubau einige Register und Bauteile übernommen hat; fast ein Drittel der Register von Vater sind erhalten.                                                                         |
| 1747      | Peine                | St. Jakobi                   |      | III/P   | 32         | 1848 von Eduard Meyer umgebaut; 1896 wegen Kirchenneubau abgebrochen |
| 1744–1748 | Gifhorn              | St. Nicolai                  |      | II/P    | 24         | Weitgehend erhalten; im Jahre 2000 grundlegend restauriert durch Gebr. Hillebrand und in den barocken Zustand zurückversetzt |
| 1749      | Hohenrode (Rinteln)  | Ev. Kirche                   |      | I/p     | 8          | Ursprünglich für Gestorf gebaut, 1824 überführt |
| 1750      | Kloster Zeven        | St.-Viti-Kirche              |      | II/P    | 21         | Prospekt erhalten |
| 1749–1752 | Marienrode           | Klosterkirche Marienrode     |      | II/P    | 26         | 1888 von August Schaper romantisierender Umbau; Gehäuse, 14 Register ganz und 4 teilweise von Vater erhalten (heute II/P/29) |